# 1446 Сіланпяя
1446 Сіланпяя (1446 Sillanpää) — астероїд головного поясу, відкритий 26 січня 1938 року.
Тіссеранів параметр щодо Юпітера — 3,619.
Названо на честь Франса Ееміля Сіланпяя (фін. Frans Eemil Sillanpää; 1888—1964) — видатного фінського письменника, лауреата (1939) нобелівської премії з літератури.